# Kwaja (village)
Kwaja (ou Kwadja) est une localité du Cameroun. Elle se situe dans le département de Donga-Mantung, dans la région du Nord-Ouest. Elle fait partie de la commune de Nwa. C'est aussi le siège d'une chefferie traditionnelle de 2e degré. 

## Démographie
Lors du recensement de 2005, on dénombra 1 827 habitants, dont 839 hommes et 988 femmes. Ceux-ci sont répartis dans les quartiers de Jan, Gwan, Michak, Kwaja, Fum, Gum, Njinke et Mbagam . La majorité des habitants font partie du clan Mfumte. Certains parlent Kwaja, une langue des Grassfields n'ayant que 2 980 locuteurs en 2000. 
Des personnes vulnérables habitent à Kwaja : en effet, 35 personnes ont plus de 60 ans, et 10 personnes sont aveugles. Celles-ci n'ont accès à aucune ressource sociale vu que des programmes d'aide n'existent pas. 

## Histoire
Le village de Kwaja était un des deux seuls villages Mfumte (avec le village de Bitui) qui avait fait partie du culte de Makka (ou de Tasa). Ce culte, fondé en août 1938 dans le village de Barup, en Adamawa, avait pour but de se débarrasser des sorciers et sorcières du village, de guérir les maladies et de redonner la fertilité aux cultures. Cela se faisait par l'intermédiaire de danses qui mettaient les participants dans un type de transe. Ce culte a été interdit par les Britanniques en décembre 1938, dû au fait que des rapports avait montré que les  participants au culte refusaient de payer des taxes, commettaient des agressions et étaient généralement hostiles face aux autorités.
En 1949, une guerre eu lieu entre les villages de Kwaja et Ntim. Celle-ci avait pour cause le meurtre accidentel d'un enfant de Ntim qui vivait à Kwaja. Après que Kwaja ait refusé de payer une compensation au village de Ntim, celui-ci lui déclara la guerre. Il n'y eut qu'une seule bataille, qui commença en après-midi et qui se termina au coucher du soleil. Kwaja et ses alliés gagnèrent  la guerre, personne n'ayant été tué, tandis qu'il y eut cinq morts du côté de Ntim. On conclu la paix quelque temps plus tard.

## Agriculture et élevage
L'agriculture est importante à Kwaja. Parmi les plantes cultivées, on trouve du maïs, des plantains, des bananes, du sorgho, des fèves, du soya, du manioc, des pommes de terre, du taro, des palmiers à huile, des papayes et des oranges. 
L'élevage est aussi important à Kwaja: en effet, c'est un Ardorate, où il y a beaucoup de bétail. De plus, comme dans toute la commune, on y élève des chèvres, des moutons, des porcs, des cochons d'Inde, des poules et des lapins. 

## Éducation
Il y a deux écoles primaires publiques à Kwaja : GS Kwaja et GS Kopkeh.

### GS Kwaja
Cette école, fondée en 1961, comptait, pendant l'été de 2011 (moment où les données ont été collectées), 206 étudiants, deux maître-parents, un enseignant contractuel et deux fonctionnaires. 18 table-bancs formaient les seuls équipements de salle de classe. Trois bâtiments de l'école sont en bon état, un est en état moyen et les deux autres sont en mauvais état. L'école possède des latrines, et une association parent-enseignants existe.

### GS Kopkeh
Cette école, où étudiaient 321 enfants, et où travaillaient trois maître-parents, un professeur à contrat et un fonctionnaire pendant l'été 2011, a été fondée en 1999. Dix table-bancs formaient les seuls équipements de salle de classe. Un bâtiment de l'école est en bon état, et les quatre autres sont en état moyen. L'école possède des latrines. Une association parents-enseignants existe.

## Santé
Il n'y a pas de centre de santé à Kwaja.

## Eau et ressources énergétiques
Il n'y a pas de source d'eau potable sanitaire à Kwaja. Les habitants du village doivent donc s'approvisionner à des points d'eau qui pourraient contenir des pathogènes et autres produits nocifs pour la santé.
Kwaja, comme tous les autres villages de la commune de Nwa, n'est pas électrifié.

## Commerce
Il n'y a pas de marché à Kwaja.

## Ressources minières
D'importants indices de minerai de fer ont été trouvés dans les environs de Kwaja. Par contre, aucune tentative de prospection n'a eu lieu.
Traditionnellement, il y avait beaucoup de forgerons à Kwaja, mais cette pratique est en voie de disparition. En 1981, il restait quatre forges en activité.

## Transports
Kwaja est connecté à des routes rurales.  Par contre, celles-ci sont en très mauvais état. En effet, aucune route dans la commune de Nwa est pavée, et elles sont d'habitude uniquement accessible par des véhicules tout-terrains, même pendant la saison sèche. 
De plus, un sentier très fréquenté relie Kwaja à Ncha. Celui-ci est aussi en très mauvais état.

## Travaux publics et développements futurs
Selon le Plan de Développement Communal du Conseil de Nwa, écrit dans l'optique de faire du Cameroun une économie émergente en 2035, on prévoit la complétion des projets suivants à Kwaja :
- rénover quatre classes à GS Fetop, quatre classes à GS Kopkeh et trois classes à GS Kwaja ;
- construire le système d'approvisionnement en eau de Kwaja et Jaan ;
- construire un marché ;
- construire un centre communautaire ;
- donner des bourses (350 000 francs CFA  par année pour cinq étudiants) pour que des étudiants pauvres puissent continuer leur éducation secondaire ;
- asphalter 1,5 km de la route entre Lus et Kwaja ;
- aplanir la route entre Kwaja et Bitui ;
- ouvrir la route entre Kwaja et Ngung et celle entre Kwaja et Ncha ;
- créer une micro-industrie laitière qui desservira Kwaja et Ngung ;
- développer des plantation de gazon Guatemala et Branchiara pour le pâturage ;
- créer une installation de biogaz pour bénéficier la communauté Mbororo.